# CagA
El factor de virulencia CagA (gen A asociado a la citotoxina) de Helicobacter pylori, es una proteína de 120 a 145 kDa codificada en la isla de patogenicidad (PAI) de 40kb. Las cepas de H. pylori pueden dividirse en cepas positivas o negativas a CagA. Alrededor del 60% de los aislamientos de H. pylori en los países occidentales son positivos, mientras que la mayoría de los aislamientos de países del este de Asia son negativos.
La cag PAI
también codifica para un sistema de secreción tipo 4, que se utiliza para “inyectar” CagA en una célula blanco después de la adhesión del H. pylori. Después de la translocación, CagA se localiza sobre la cara interior de la membrana celular y es fosforilada en residuos de tirosina por medio de cinasas de la Familia Src (pj. Fyn y Lyn).

## Papel en el Cáncer
La infección por el H.pylori está asociada con el linfoma MALT y adenocarcinoma gástrico y se piensa que CagA está involucrado en el desarrollo de cáncer. CagA fosforilada tiene la capacidad de interactuar con la fosfatasa de tirosina SHP-2, activándola funcionalmente generando un cambio morfológico en la célula hospedera a un fenotipo más móvil conocido como el “fenotipo del colibrí” . Este fenotipo imita un efecto producido por el Factor de Crecimiento de Hepatocitos, el cual, puede participar en varios aspectos del cáncer, incluyendo la metástasis. CagA es también una proteína altamente antigénica asociada a una prominente respuesta inflamatoria tras promover la producción de Interleucina-8.